# Edmundsiops hickmani
Edmundsiops hickmani is een haft uit de familie Baetidae. De wetenschappelijke naam van de soort is voor het eerst geldig gepubliceerd in 2000 door Suter.
De soort komt voor in het Australaziatisch gebied.